# Centerville, Georgia
Centerville är en stad (city) i Houston County, i delstaten Georgia, USA. Enligt United States Census Bureau har staden en folkmängd på 7 357 invånare (2011) och en landarea på 10,2 km².